# Bedeva
Bedeva is een geslacht van weekdieren uit de klasse van de Gastropoda (slakken).

## Soorten
- Bedeva baileyana (Tenison Woods, 1881)
  - = Haustrum baileyanum (Tenison-Woods, 1881)
  - = Lepsiella baileyana (Tenison-Woods, 1881)
  - = Purpura baileyana Tenison-Woods, 1881
- Bedeva bartrumi (Marwick, 1948) †
- Bedeva elongata (Tryon, 1880)
- Bedeva flindersi (A. Adams & Angas, 1864)
  - = Haustrum flindersi (A. Adams & Angas, 1864)
  - = Lepsiella flindersi (A. Adams & Angas, 1864)
  - = Purpura flindersi A. Adams & Angas, 1864
  - = Trophon levis Verco, 1895
- Bedeva paivae (Crosse, 1864)
  - = Bedeva pensa Iredale, 1940
  - = Lepsiella (Bedeva) paivae (Crosse, 1864)
  - = Murex hermanni Velain, 1877
  - = Trophon assisi Tenison-Woods, 1877
  - = Trophon australis Tenison-Woods, 1876
  - = Trophon hanleyi Angas, 1867
  - = Trophon paivae Crosse, 1864
  - = Trophon squamosissima Tenison-Woods, 1879
- Bedeva sumatraensis (Thiele, 1925)
  - = Ocinebra sumatraensis Thiele, 1925
- Bedeva vinosa (Lamarck, 1822)
  - = Buccinum vinosum Lamarck, 1822
  - = Cominella albolirata Tenison-Woods, 1879
  - = Haustrum vinosum (Lamarck, 1822)
  - = Kalydon vinosus (Lamarck, 1822)
  - = Kalydon vinosus var. aurea Hedley, 1915
  - = Lepsiella vinosa (Lamarck, 1822)
  - = Ocenebra jenksii Baker, 1889
  - = Purpura littorinoides Tenison-Woods, 1876
  - = Purpura propinqua Tenison-Woods, 1877
  - = Ricinula adelaidensis Crosse in Crosse & Fischer, 1865

### Niet geaccepteerde namen
- Bedeva birileffi (Lischke, 1871) => Bedevina birileffi (Lischke, 1871)
- Bedeva blosvillei (Deshayes, 1832) =>  Lataxiena blosvillei (Deshayes, 1832)
- Bedeva pensa Iredale, 1940 =>  Bedeva paivae (Crosse, 1864)
- Bedeva texturata (E. A. Smith, 1904) =>  Phycothais texturata (E. A. Smith, 1904)
- Bedeva vapida Woolacott, 1957 =>  Lataxiena blosvillei (Deshayes, 1832)